# Laitmatobius crinitus
Laitmatobius crinitus är en kräftdjursart som beskrevs av Humes 1987. Laitmatobius crinitus ingår i släktet Laitmatobius och familjen Lubbockiidae. Inga underarter finns listade i Catalogue of Life.